# Longmire General Store
Pour les articles homonymes, voir Longmire (homonymie).
La Longmire General Store est un magasin général à Longmire, dans le comté de Pierce, dans l'État de Washington, dans le nord-ouest des États-Unis. Protégé au sein du parc national du mont Rainier, il est abrité dans un bâtiment en rondins qui a eu plusieurs fonctions : il a notamment servi de résidence à la direction du National Park Inn puis de dortoir pour femmes, puis encore d'office de tourisme pour les randonneurs sous le nom de Longmire Hiker's Center. C'est une propriété contributrice au district historique de Longmire depuis la création de ce district historique le 13 mars 1991. Il contribue également au Mount Rainier National Historic Landmark District établi le 18 février 1997.